# Đại Ân 1
Đại Ân 1 là một xã thuộc huyện Cù Lao Dung, tỉnh Sóc Trăng, Việt Nam.

## Địa lý
Xã Đại Ân 1 nằm ở phía tây nam huyện Cù Lao Dung, có vị trí địa lý:
- Phía đông giáp xã An Thạnh 2 và xã An Thạnh 3
- Phía tây giáp huyện Long Phú qua sông Hậu
- Phía nam giáp xã An Thạnh Nam và huyện Trần Đề
- Phía bắc giáp thị trấn Cù Lao Dung và xã An Thạnh Tây.

Xã Đại Ân 1 có diện tích 40,94 km², dân số năm 2022 là 11.813 người, mật độ dân số đạt 288 người/km².
Xã chiếm gần như toàn bộ diện tích Cù lao Tròn.

## Hành chính
Xã Đại Ân 1 được chia thành 5 ấp: Đoàn Văn Tố, Đoàn Văn Tố A, Nguyễn Tăng, Sáu Thử, Văn Sáu.

## Lịch sử
Ngày 11 tháng 1 năm 2002, Chính phủ ban hành Nghị định số 04/2002/NĐ-CP về việc chuyển xã Đại Ân 1 thuộc huyện Long Phú về huyện Cù Lao Dung mới thành lập quản lý.
Ngày 4 tháng 10 năm 2016, Thủ tướng Chính phủ ban hành Quyết định số 1900/QĐ-TTg về việc công nhận xã Đại Ân 1 là xã đảo.